# Michaël Parkinson
Michaël Parkinson (ur. 23 listopada 1991 w Reading) – holenderski siatkarz, grający na pozycji środkowego, reprezentant Holandii.
Jego ojciec jest Anglikiem, a matka Holenderką. Zaczął grać w siatkówkę w wieku siedmiu lat. Ma 11 dyplomów pływackich, grał również w tenisa. Ukończył VWO w Alfrink College w Zoetermeer. W 2011 roku rozpoczął studia na Uniwersytecie Technicznym w Eindhoven, ale nie mógł dłużej pogodzić nauki z grą w siatkówkę. Dlatego przeniósł się do The Open University w Wielkiej Brytanii, gdzie studiował inżynierię.
W 2013 roku zadebiutował w reprezentacji Holandii w turnieju eliminacyjnym do Mistrzostw Świata 2014 w Chorwacji.

## Sukcesy klubowe
Mistrzostwo Holandii:
- 2011

Superpuchar Belgii:
- 2011, 2012

Puchar Belgii:
- 2012

Mistrzostwo Belgii:
- 2012
- 2013
- 2014, 2017

Puchar Francji:
- 2023[6], 2025[7]

Mistrzostwo Francji:
- 2023[8]

Superpuchar Francji:
- 2023[9]

## Sukcesy reprezentacyjne
Liga Europejska:
- 2019

## Nagrody indywidualne
- 2023: MVP Superpucharu Francji